# Lesen.Hören

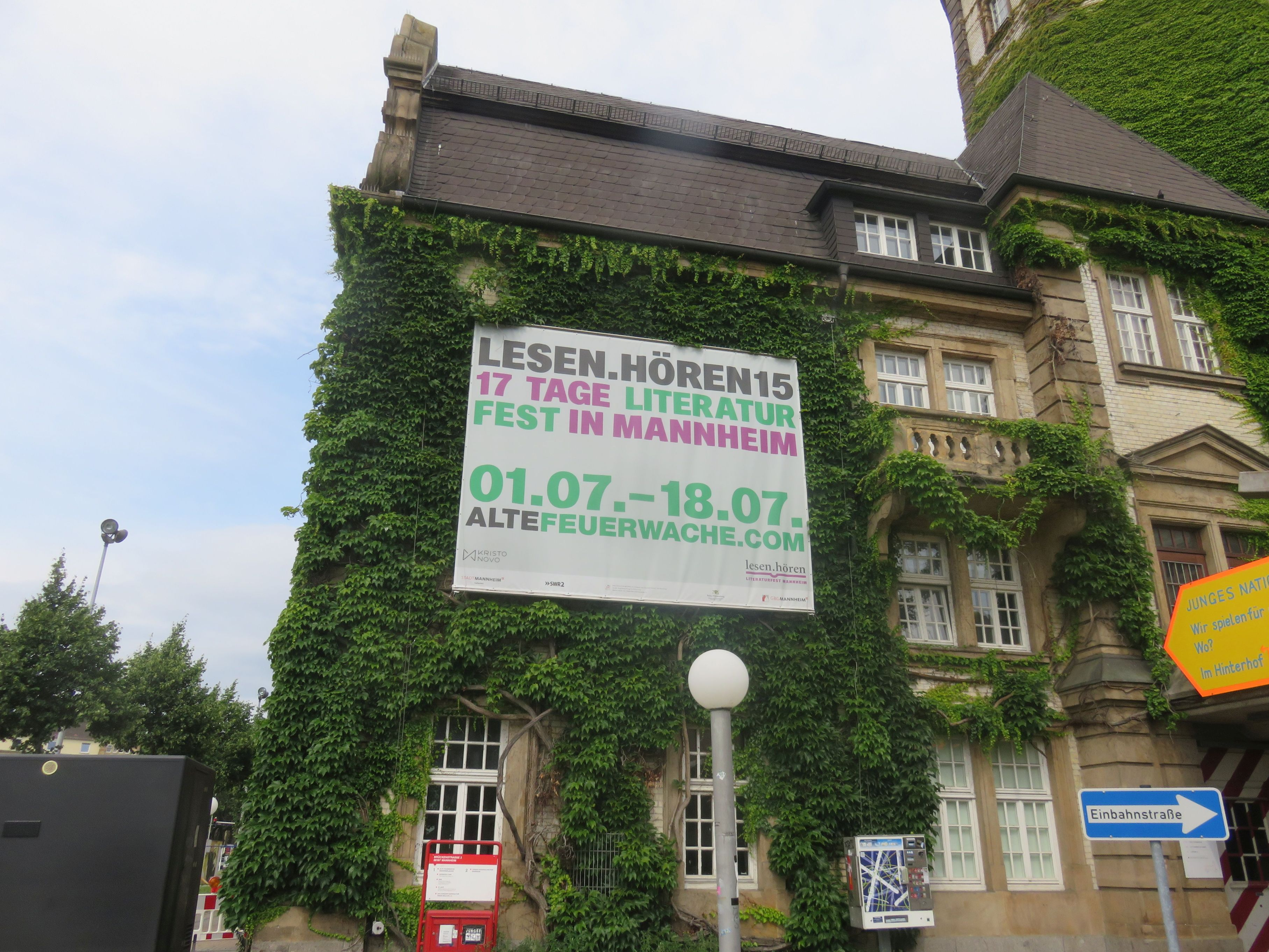
Banner vom Literaturfest Lesen.Hören an der Alten Feuerwache (2021)

Lesen.Hören (Eigenschreibweise: lesen.hören) ist ein Literaturfest in Mannheim. Es findet seit 2007 jedes Frühjahr im Kulturzentrum Alte Feuerwache statt. Der Schwerpunkt liegt auf deutschsprachiger Gegenwartsliteratur.
Wie die Heidelberger Literaturtage und die Reihe Europa Morgen Land ist lesen.hören ein Bestandteil des kulturellen Lebens in der europäischen Metropolregion Rhein-Neckar.

## Geschichte
Anlass für die Gründung des Literaturfestes war die 400-Jahr-Feier der Stadt Mannheim im Jahr 2007. Die literarische Veranstaltungsreihe wurde mit einer Lesung des in Mannheim geborenen Georg-Büchner-Preis-Trägers Wilhelm Genazino eröffnet. Seitdem findet es jährlich von Ende Februar bis Anfang März statt. Die Lesungen werden jeweils durch die Moderation und Diskussion mit führenden Kritikern deutschsprachiger Feuilletons ergänzt.
Von 2007 bis 2015 war Roger Willemsen der Schirmherr und ein Moderator für das Mannheimer Literaturfest. Ab 2013 war Willemsen auch als Programmleiter tätig und präsentierte „mehr Themenabende, Bühnengespräche und Dialoge mit anderen Kunstformen wie Fotografie und Musik“. Seit 2016 ist Insa Wilke die Programmleiterin.
2009 wurde zusätzlich ein Festival für Kinder- und Jugendliteratur in Zusammenarbeit mit der Stadtbibliothek Mannheim ins Leben gerufen.
Finanziert wird das Literaturfest von Sponsoren aus der Wirtschaft und der öffentlichen Hand (Stadt Mannheim, Land Baden-Württemberg). 2007 wurden 15 Veranstaltungen angeboten, zu denen 3000 Zuhörer fanden, bis 2015 zählte das Literaturfest insgesamt über 36.500 Besucher. 2018 sind 15 Veranstaltungen für Erwachsene sowie 19 für Kinder und Jugendliche geplant.
Wegen der COVID-19-Pandemie musste die Ausgabe Lesen.Hören 15 im Jahre 2021 von Februar auf Juli verschoben werden.

## Autoren (Auswahl)
Beim Mannheimer Literaturfest lesen.hören waren seit 2007 unter anderem folgende Autoren zu Gast:
| - Jutta Ditfurth - Julia Franck - Wilhelm Genazino - Peter Härtling - Wladimir Kaminer - Sigrid Löffler - Erika Pluhar - Fritz J. Raddatz - Jan Philipp Reemtsma | - Eugen Ruge - Ingo Schulze - Uwe Tellkamp - Uwe Timm - Urs Widmer - Feridun Zaimoglu - Julia Zange - Juli Zeh |

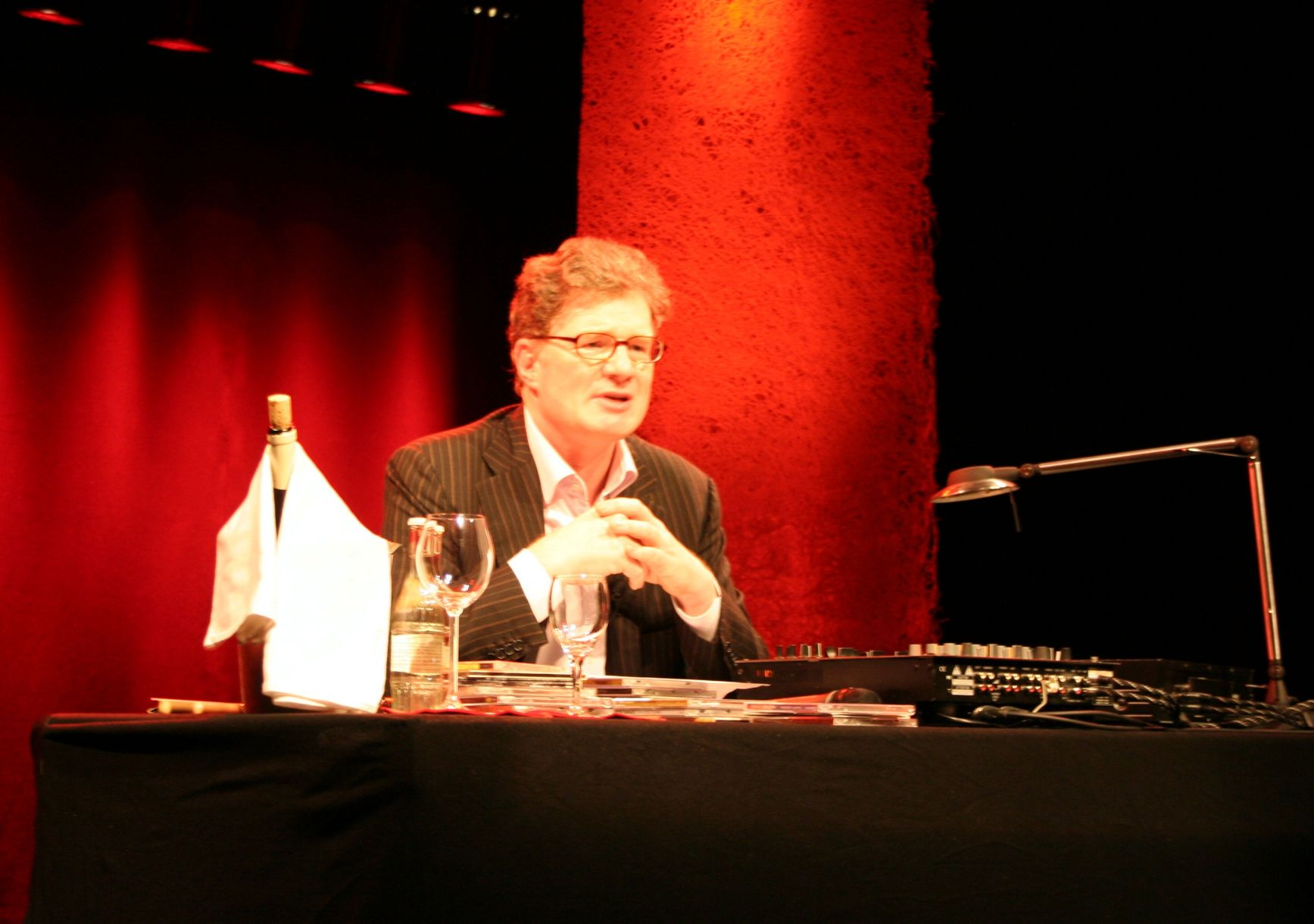
Roger Willemsen in Mannheim, 2008
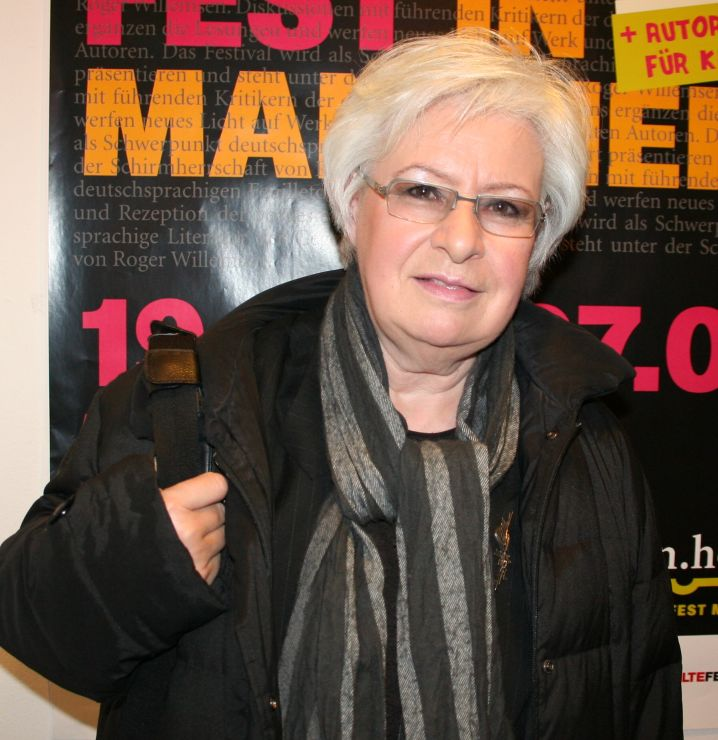
Sigrid Löffler bei lesen.hören 3, 2009
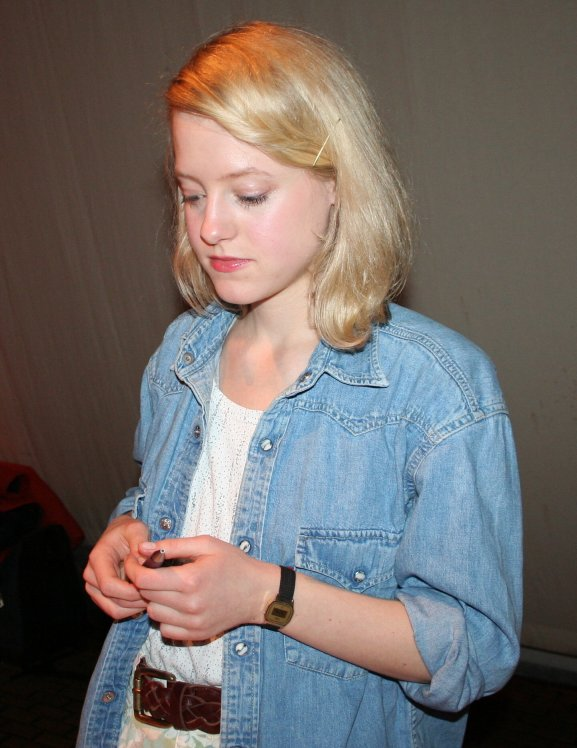
Julia Zange bei lesen.hören 3, 2009
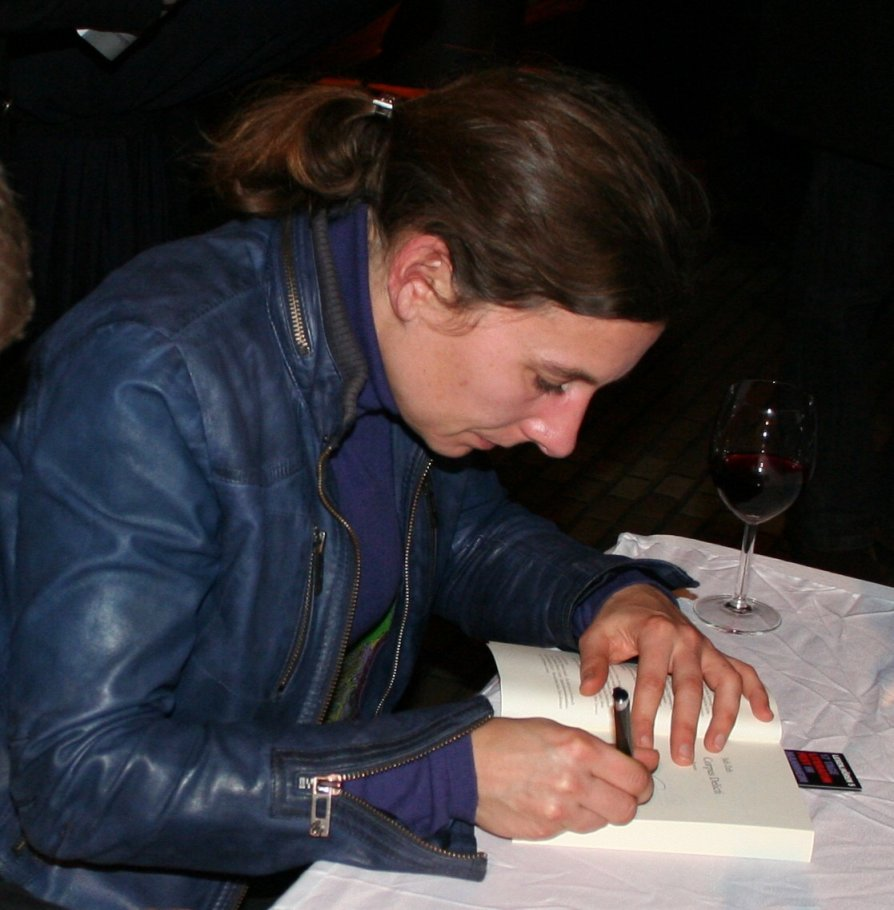
Juli Zeh bei lesen.hören 5, 2011
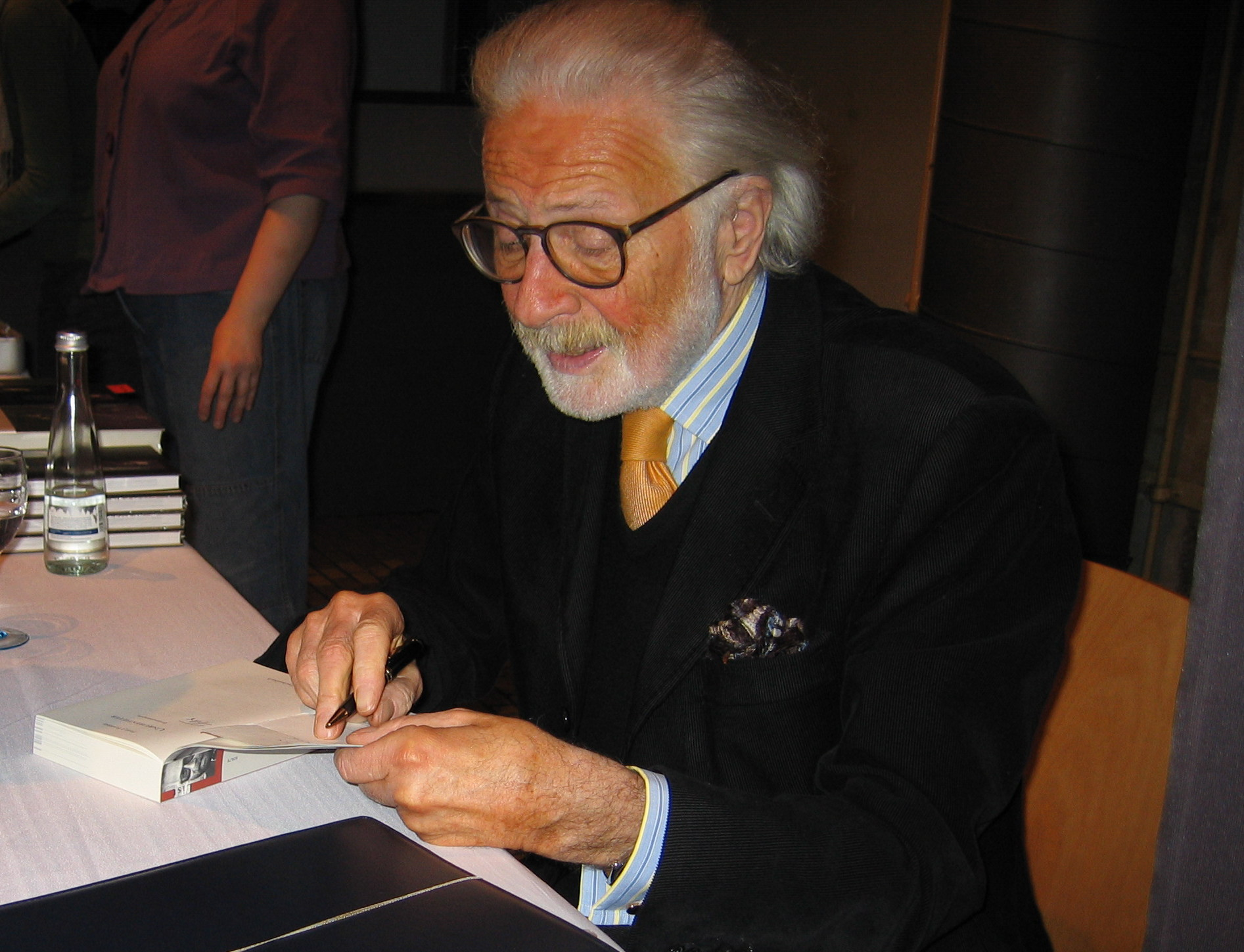
Fritz J. Raddatz bei lesen.hören 6, 2012
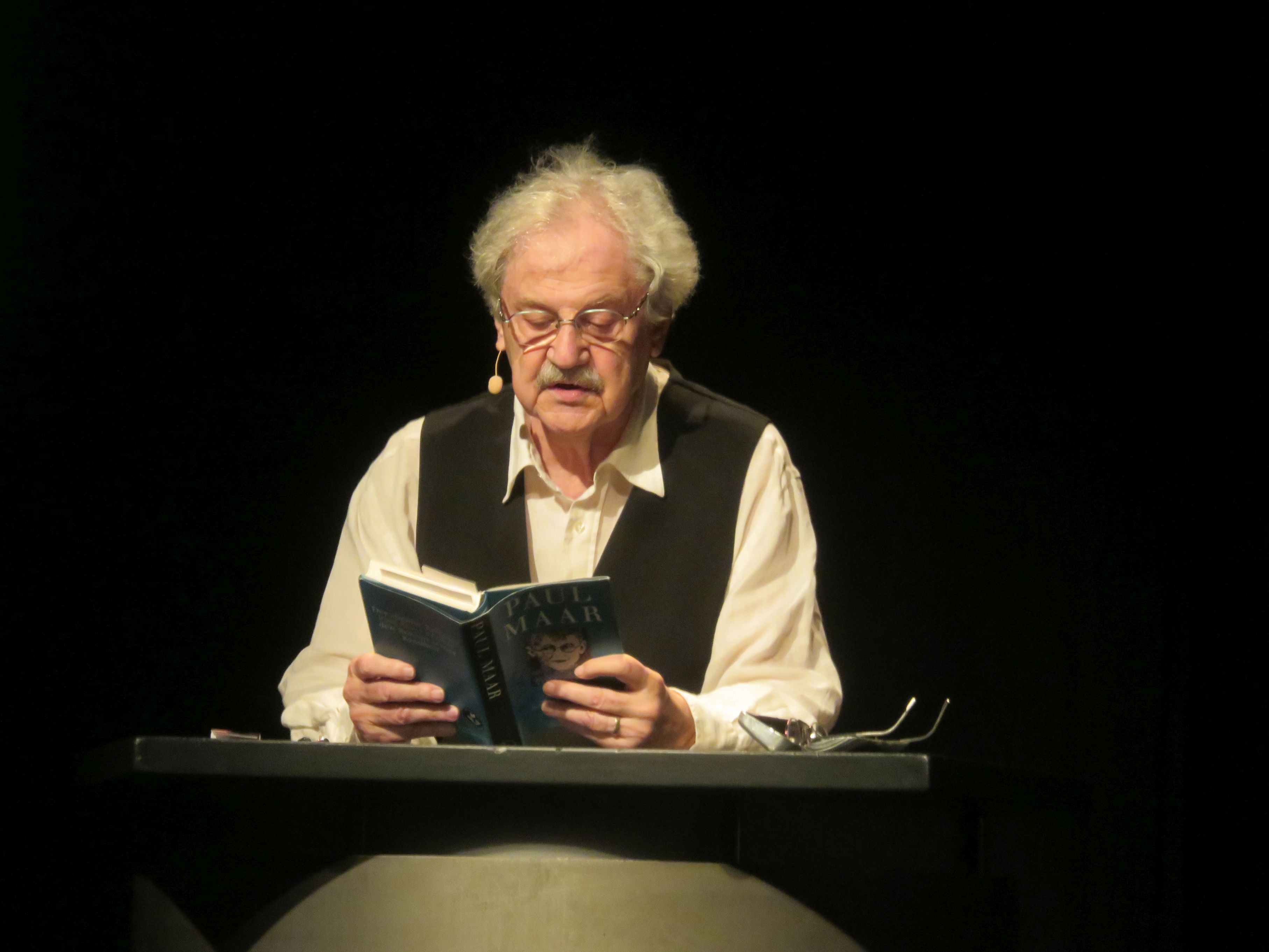
Paul Maar bei lesen.hören 15, 2021